# Placca di Panama

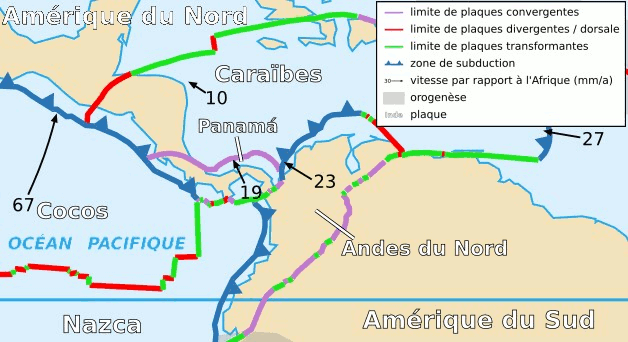
Collocazione della placca di Panama

La placca di Panama è una microplacca tettonica della litosfera terrestre. Ha una superficie di 0,00674 steradianti ed è associata alla placca caraibica.

## Caratteristiche
È situata in America Centrale e copre l'istmo di Panama da cui deriva il nome.
La placca di Panama è in contatto con la placca caraibica, la placca delle Ande del Nord, la placca di Nazca e la placca di Cocos. I suoi margini con le altre placche sono formati dalla fossa dell'America Centrale situata sulla costa pacifica della Costa Rica.
La placca si sposta con una velocità di rotazione di 0,9069° per milione di anni secondo un polo euleriano situato a 54°06' di latitudine nord e 90°25' di longitudine ovest.